# ورا مارتسکایا
ورا مارتسکایا (انگلیسی: Vera Maretskaya؛ ۳۱ ژوئیهٔ ۱۹۰۶ – ۱۷ اوت ۱۹۷۸) یک هنرپیشه اهل شوروی سابق بود.
از فیلم‌ها یا برنامه‌های تلویزیونی که وی در آن نقش داشته است می‌توان به مادر، ملاقات با سنت نیکلاس اشاره کرد.
وی همچنین برنده جوایزی همچون نشان لنین و جایزه هنرمند مردمی اتحاد جماهیر شوروی شده است.